# The Phantom Agony (single)
The Phantom Agony is de eerste single van de band Epica.
De single kwam uit in oktober 2003. Later kwam de single Feint uit. Bij de single kwam ook een videoclip uit.

## Tracklist
1. The Phantom Agony
2. Veniality (Previously Unreleased Track)
3. Façade of Reality
4. Veniality (Previously Unreleased Orchestral Version)